# Безяда
Безяда — река в России, протекает по Актанышскому району Татарстана. Левый приток реки Сюнь.
Длина реки 25 км, площадь водосборного бассейна — 159 км². Исток в 3 км к юго-западу от деревни Верхние Бугады. Течёт на восток через сёла Старые Бугады, Новое Алимово, Аишево и в 2 км к юго-востоку от последнего села впадает в Сюнь — в 25 км от её устья по левому берегу (на границе с Башкортостаном).
Сток зарегулирован. В верховьях реку пересекает автодорога Актаныш — Старое Байсарово (М7).
В бассейне реки также расположены деревни Новое Зияшево, Старое Султангулово, Каенлык.

## Гидрология
Река со смешанным питанием, преимущественно снеговым. Замерзает в начале ноября, половодье в начале апреля. Средний расход воды в межень у устья — 0,05 м³/с.
Густота речной сети бассейна 0,24 км/км², лесистость 12 %. Годовой сток в бассейне 70 мм, из них 60 мм приходится на весеннее половодье. Общая минерализация от 500 мг/л в половодье до 1000 мг/л в межень.

## Данные водного реестра
По данным государственного водного реестра России относится к Камскому бассейновому округу, водохозяйственный участок реки — Белая от города Бирск и до устья, речной подбассейн реки — Белая. Речной бассейн реки — Кама.
Код объекта в государственном водном реестре — 10010201612111100026794.